# Balcanização

Os Bálcãs de 1796 a 2008

Balcanização é um termo geopolítico, originalmente utilizado para descrever o violento processo de fragmentação ou divisão de uma região ou Estado em regiões ou Estados menores que frequentemente são hostis ou não cooperativos entre si. É considerado pejorativo por alguns indivíduos.

## Nações e sociedades

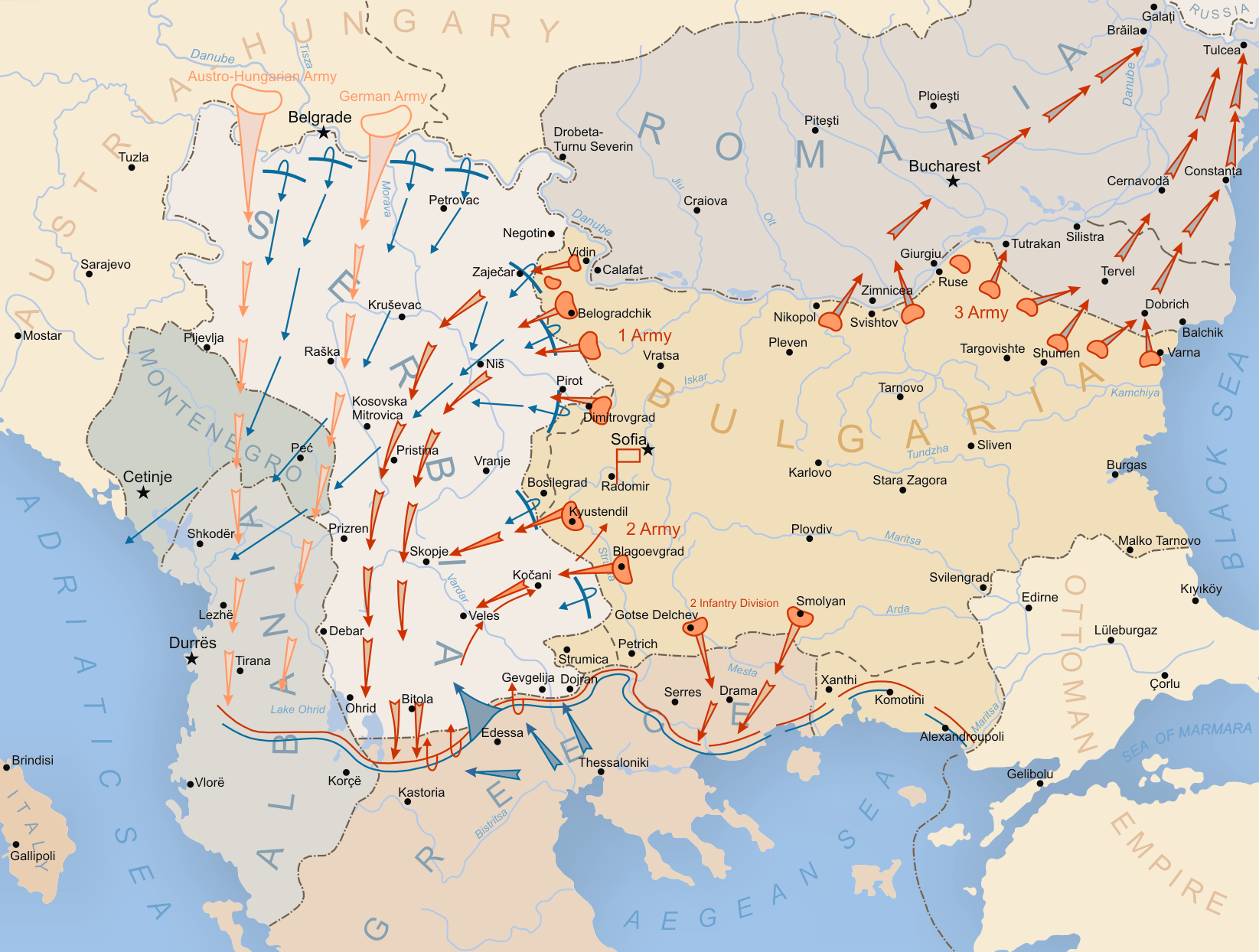
Atividades búlgaras durante a Campanha Balcânica, exibindo o estado dos Bálcãs durante a Primeira Guerra

O termo refere-se à divisão da península Balcânica — anteriormente governada quase que por completo pelo Império Otomano — em diversos Estados menores entre 1817 e 1912. Foi cunhado no início do século XIX. [carece de fontes?]
[carece de fontes?]
Existiram também tentativas de usar o termo balcanização em uma maneira otimista, comparando-o com a necessidade de descentralização e sustento de um grupo ou sociedade em particular. Pesquisa corrente dos aspectos otimistas da balcanização é conduzida por Srđan Jovanović Weiss com o Centro para Arquitetura de Pesquisa no colégio Goldsmiths.
Outros países da Europa — geralmente resultados da união de várias regiões históricas ou nações — têm se defrontado com a distinta questão da balcanização. A Península Ibérica e a Espanha, em especial, desde o período de Al-Andalus tiveram que acordar-se com a balcanização, [carece de fontes?]
[carece de fontes?]
Em janeiro de 2007, em resposta ao crescente apoio à independência da Escócia, o então Ministro das Finanças do Reino Unido, e depois Primeiro-ministro, Gordon Brown, falou sobre uma "balcanização da Grã-Bretanha". [carece de fontes?]

## Outros usos
O termo também é utilizado para descrever outras formas de desintegração, incluindo, por exemplo, a subdivisão da Internet em enclaves separados, [carece de fontes?]
[carece de fontes?]
Andrej Grubačić rejeita a concepção racista e colonialista de balcanização como um processo no qual "ódio ancestral e étnico" levou à ação da fragmentação chauvinista; usualmente justaposta à "culta" federalização e unificação anglo-europeia. Grubačić nomeia este processo como "balcanização vinda de cima" — literatura ocidentalista, colonialista, racista, atuando como bastião para as políticas advindas da União Europeia e dos Estados Unidos da América, particularmente em Bósnia e Herzegovina, Sérvia e Kosovo. Ele o contrasta com o que chama de "balcanização vinda de baixo", uma narrativa que insiste em afinidades sociais e culturais, assim como em costumes comuns resultantes da ajuda e solidariedade interétnicas e mútuas, resultando no que pode ser denominado como "autoatividade interétnica", a qual foi interrompida através da intervenção euro-colonial. O legado histórico aonde Grubačić se inspira é o da "Federação Bálcã", uma organização horizontal de povos, sem nações ou Estados, arranjada regionalmente e organicamente para ajuda mútua e empoderamento, "um mundo onde muitos mundos ajustam-se."